# Lasaia
Lasaia (em grego clássico: Λασαία), também conhecida como Laseia, Lassea, Lasea ou Lasaea, foi uma cidade portuária da Antiguidade situada na costa sul da ilha de Creta, Grécia. As suas ruínas encontram-se junto à pequena aldeia de Crisóstomo (Χρυσόστομος), menos de 3 km a leste de Kali Liménes e menos de 7 km a oeste de Lentas (a antiga cidade de Lebena ou Levin). Segundo o estudo de moedas, a cidade foi também conhecida por Talassa ou Alasa.
A cidade foi um dos portos de Gortina, a capital de Creta durante o período romano e segundo estudos mais recentes pode também ter sido o local de um santuário importante dedicado a Esculápio, à semelhança da vizina Lebena.
As ruínas ocupam a orla costeira e parte da encosta de uma colina que forma uma pequena península flanqueada em ambos os lados por duas pequenas baías com praias. Em frente da península encontra-se o ilhéu de Trafos (ou Palaios Molos). O ilhéu fez parte da estrutura do porto: um molhe, possivelmente construído durante a época romana, ligava a península ao ilhéu, assegurava águas calmas numa ou noutra das baías, conforme a direção do vento. No século XIX, o ilhéu serviu de refúgio a rebeldes cretenses contra o domínio otomano. O comandante da Marinha Britânica e explorador Thomas Spratt, o primeiro estudioso moderno a identificar as ruínas com Lasaia, pensou que os rebeldes eram piratas e por isso mandou um navio para os liquidar; os rebeldes resistiram e houve grandes estragos de ambos os lados.

## História e descrição das ruínas
Apesar de nos arredores existirem duas necrópoles com tolos do Minoano Antigo (3 100–2 000 a.C.) e restos de um assentamento minoico da mesma época, a cidade, descrita como "extensa" em algumas fontes, foi aparentemente fundada pouco antes do final do século V a.C., data dos vestígios urbanos mais antigos. A cidade foi ocupada e o seu porto foi usado sem interrupções até ao final do período romano e foi próspera durante esse período. As ruínas incluem os restos de um aqueduto e estruturas com abóbadas, não foram completamente escavadas.
A ocupação do final do século V e século IV a.C. parece ter-se concentrado nas encostas e no cimo plano da colina baixa que se ergue imediatamente atrás da península. Entre os edifícios do cume encontra-se um com fundações feitas inteiramente em blocos brancos, situada na borda virada para o mar do cume, dominando todo o sítio. Em períodos posteriores, a ocupação expandiu-se por toda a península e ao longo das encostas íngremes viradas para a baía ocidental. Outros edifícios mais recentes foram depois construídos a leste da península. Os restos da cidade são ainda claramente visíveis em todas essas áreas, quer na forma de inúmeros cacos de olaria, quer na forma de massas de paredes de  construídas com blocos de pedra vermelha, verde, branca e castanha usados ao acaso.

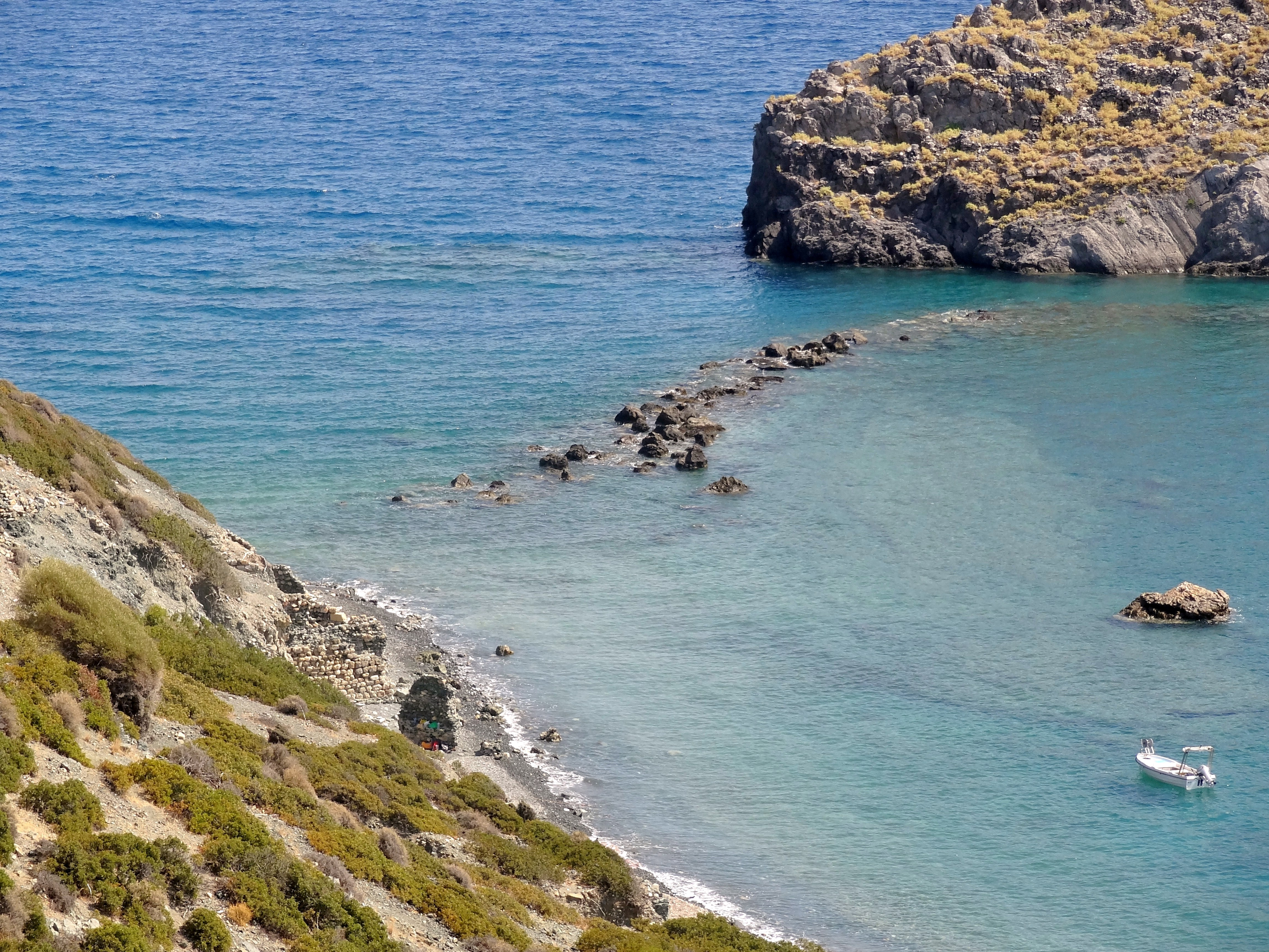
Ruínas do molhe do porto de Lasaia, entre a cidade e o ilhéu de Trafos

Na península destacam-se três edifícios com alguma importância. No centro encontram-se os restos de um edifício de dimensões apreciáveis cuja principal característica é uma divisão oblonga com 27 por 10 metros. No lado norte é flanqueada por uma sala longa ou corredor com 5 metros de largura e no lado sul por um corredor com 3 metros de largura, que continua para o lados oriental e possivelmente também para o lado ocidental. Em cada uma das extremidade deste último corredor há um altar ou pedestal de estátua, construído contra a parede do pátio. Do outro lado do mesmo corredor há apartamentos com quartos praticamente quadrados. O edifício aparenta ter tido uso público e não privado, mas a sua função exata é desconhecida.
A sudoeste daquele edifício a península foi terraplanada em socalcos para formar um pódio natural para um templo. Dessa estrutura sobreviveu um lanço de seis degraus com 10 metros de largura, flanqueado por paredes laterais massivas. A 3 metros do cimo dos degraus há duas bases de altar quadradas, uma em cada lado da entrada da cela. Duas paredes da cela ainda existem e mostram que ela media aproximadamente 5 por 8 metros.
Perto da extremidade sul da península encontram-se as ruínas de uma igreja cristã em que um dos cantos desapareceu devido à erosão da ravina. A igreja tinha uma nave com cerca de 8 metros de largura, que era flanqueada por duas naves laterais estreitas e que terminava no lado norte numa ábside com 8 metros de diâmetro. Pode também ter existido um nártex estreito.
O abastecimento de água da cidade era assegurado por um aqueduto que atravessava as encostas a leste, desde uma nascente situada a cerca de um quilómetro. Aparentemente o aqueduto terminava na extremidade nordeste da cidade, alimentando uma grande cisterna com paredes estucadas. Os cemitérios da cidade situam-se a ocidente do núcleo urbano. Nos final do período clássico e no período helenístico os enterros eram feitos em sepulturas escavadas e em  cistas situadas numa pequena península. Os enterros romanos eram feitos em túmulos com abóbadas de berço um pouco mais a ocidente.

## Estatuto e menções históricas

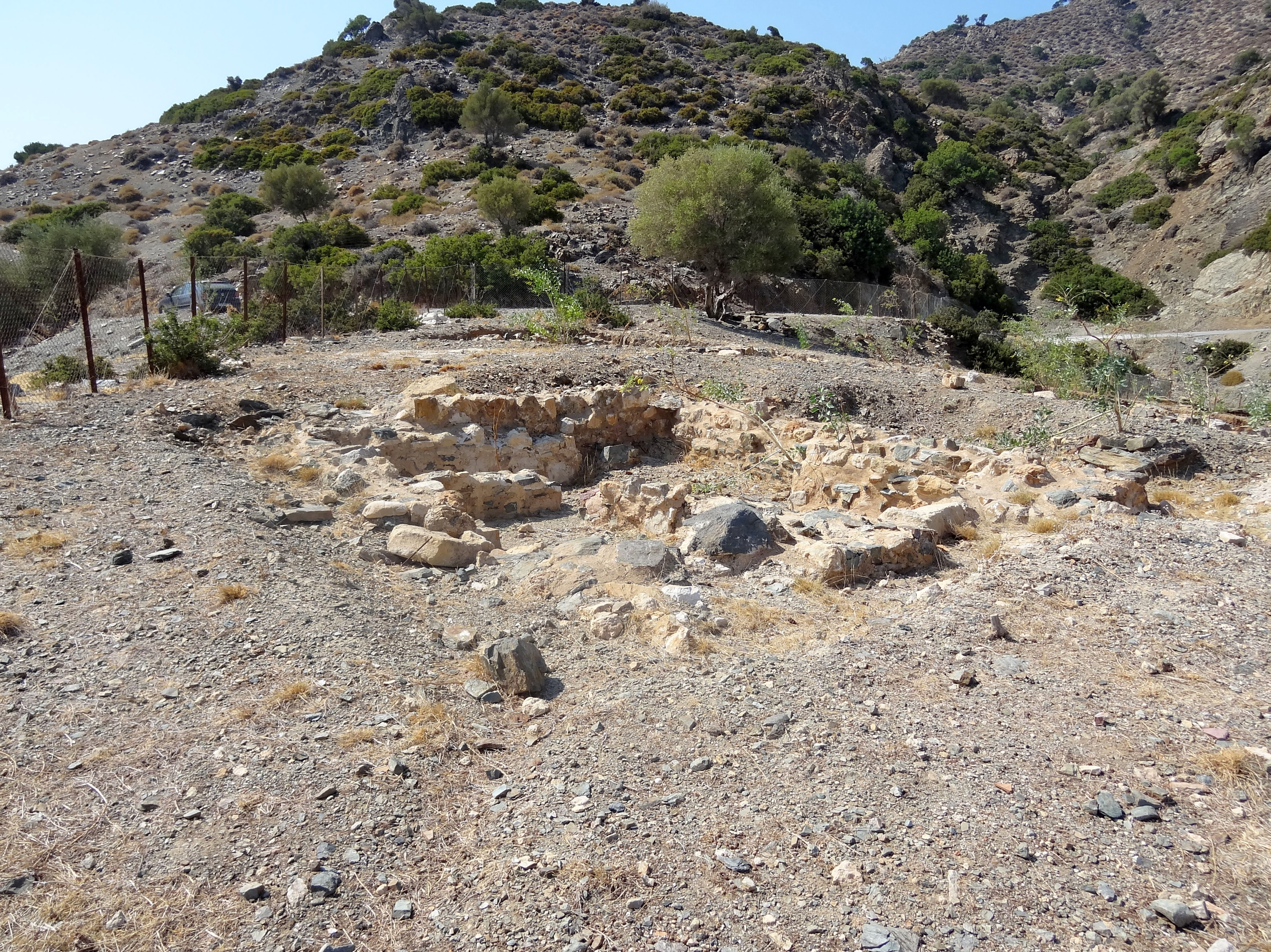
Ruínas

Lasaia não é mencionada por qualquer geógrafo clássico e o estatuto da cidade no contexto político de Creta da Antiguidade é tema de debate entre os académicos, nomeadamente se terá sido uma pólis (cidade-estado independente), pois no caso de Lasaia não há qualquer das evidências normalmente usadas pelos historiadores para determinar esse estatuto — emissão de decretos, assinatura de tratados, cunhagem de moeda própria, existência de órgãos de governo (magistrados, conselho, assembleia, etc.) ou uso do topónimo como nome étnico pelos seus cidadãos. A breve menção nos Atos dos Apóstolos (27.8) dificilmente pode ser considerada uma fonte fiável historiograficamente para comprovar o estatuto da cidade. A menção de Lasaia nas listas de Delfos datadas de 230–210 a.C. como sendo uma das cidades de Creta para a qual foi nomeado um teoródoco (encarregado da receção de espectadores dos Jogos Pan-Helénicos) pode sustentar a tese de que Lasaia foi em algum momento uma pólis independente, pois para alguns académicos, só as cidades que eram ou tinham sido independentes tinham teoródocos nomeados. Na mesma lista aparecem duas cidades vizinhas — Mátala e Lebena, que tinham sido independentes mas que no final do século III a.C. se tinham tornado dependentes de Festo e de Gortina, respetivamente. Para Angelos Chaniotis, qualquer que tivesse sido o seu estatuto anterior, no final do século III a.C. Lasaia era dependente de Gortina, à semelhança de todas as localidades a sul da planície de Messara.
Muitos séculos depois do seu abandono e esquecimento, Onorio Belli fala da cidade numa carta para o seu tio — «11 de outubro de 1586, […] Lasaia conserva o seu nome. No entanto, toda a cidade está em ruínas e não há qualquer outro edifício na área, exceto o mosteiro chamado Apezanes, a quatro ou cinco milhas de distância, no cimo de altas montanhas. Este local é muito belo […]».

## São Paulo em Lasaia

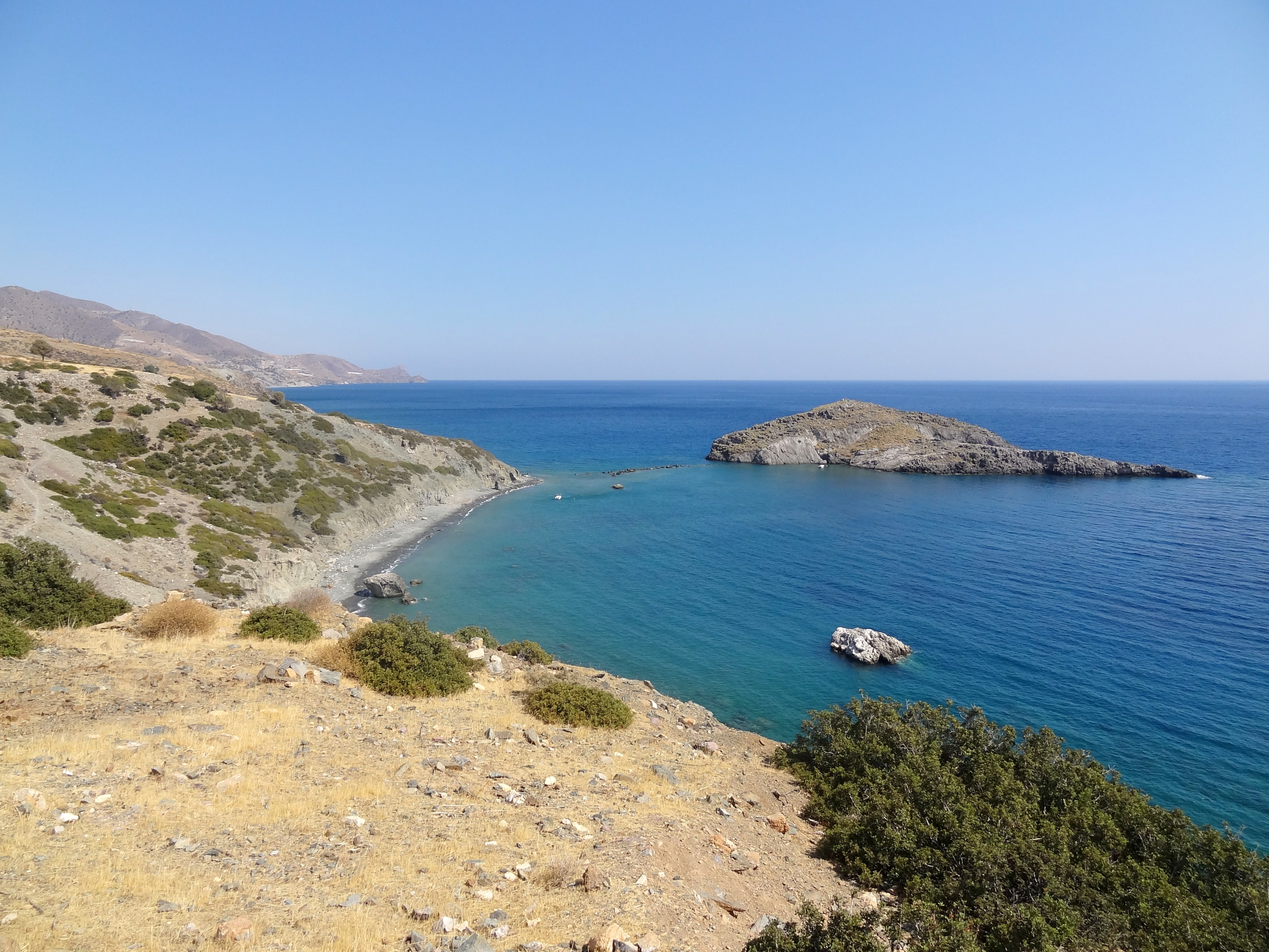
Vista da baía ocidental e do ilhéu de Trafos

Lasaia é mencionada no Novo Testamento (Atos dos Apóstolos, 27.8), que relata que São Paulo desembarcou "porto bom" (Kaloi Liménes), perto da cidade de Lasaia quando viajava como prisioneiro de Cesareia para Roma. O navio navegou ao longo da costa sul de Creta para evitar os ventos contrários de noroeste e foi obrigado a abrigar-se temporariamente no "porto ameno" esperando ventos favoráveis. São Paulo queria passar o inverno no local, mas o capitão do navio e o centurião encarregue da sua guarda recusaram, tendo o navio seguido viagem, para pouco depois ser colhido por uma tempestade que o arrastou para além de Claudia (a ilha de Gavdos) e que acabou por fazê-lo naufragar em Malta. Contudo, outros historiadores relatam que provavelmente Paulo desembarcou mais a ocidente, em Lutró, na região de Sfakiá, onde há uma capela no local da costa onde se diz que o santo batizou os primeiros convertidos cretenses, ou então em Phoinikas (Fénix), uma pequena aldeia na baía a oeste de Lutró.
Thomas Spratt (1811–1888) comprou a um pastor local um antigo anel de ouro que tinha inscrito o nome TRYPH/HNIA. Spratt associou a inscrição a um trecho da Epístola de São Paulo aos Romanos onde o apóstolo menciona Lasaia e uma mulher de nome Trifínia.